# Pleșcoi, Buzău
Pleșcoi este un sat în comuna Berca din județul Buzău, Muntenia, România.

## Istoric
Prima atestare documentară a localității datează din 15 iunie 1499 când domnitorul Radu cel Mare care dădea un hrisov de întărire boierului domniei mele, jupân Chicoș, cu fiii lui și fiicele lui, anume Stanca și Visa și Rada cu fiii lor și oricâți fii sau fiice ce i-ar lăsa Dumnezeu jupânului Chicoș, ca să-i fie în Fîntînele și în Plăcicoi și în Gugești și în Cîrnu și Cerih și în Milești, oricâte sînt părțile jupânului Chicoș și țiganii, anume Mîndrea cu copiii săi și Dăluța cu copiii săi, pentru că sînt acele sate toate și țiganii veche și dreaptă ocină, dedină a jupânului Chicoș .
La sfârșitul secolului al XIX-lea, satul Pleșcoi era reședința unei comune din care mai făceau parte și cătunele Muscelu, Pleșești, Pleșcoi și Urlători (astăzi, Valea Nucului), totalizând 1710 locuitori și fiind reședința plaiurilor unite Pârscov și Slănic ale județului. În comună funcționau două biserici (la Urlători și Pleșcoi) și o școală mixtă cu 102 elevi în anul 1899. În 1925, comuna avea 2614 locuitori și era inclusă în plasa Sărățelu, după care a revenit la plasa Pârscov. Comuna s-a desființat în 1968, când a fost inclusă în întregime în comuna Berca.

## Diverse
Localitatea Pleșcoi este renumită pe plan național pentru cârnații de Pleșcoi, cârnați din carne de oaie produși de câteva familii din Pleșcoi de câteva generații.